# Michel Bonnevie
Michel Bonnevie (Chaville, 1921. november 19. – Ivry-sur-Seine, 2018. szeptember 10.) olimpiai ezüstérmes francia kosárlabdázó.

## Pályafutása
A Stade Français csapatában játszott. 1948 és 1950 között szerepelt a francia válogatottban. Az 1948-as londoni olimpián az ezüstérmet szerzett csapat tagja volt.

## Sikerei, díjai
- Olimpiai játékok
  - ezüstérmes: 1948, London